# Granica (Bośnia i Hercegowina)
Granica (cyr. Граница) – wieś w Bośni i Hercegowinie, w Republice Serbskiej, w gminie Bileća. W 2013 roku liczyła 34 mieszkańców.